# 잣쇼노쿠마역
잣쇼노쿠마역(일본어: 雑餉隈駅)은 일본 후쿠오카현 후쿠오카시 하카타구에 위치한 서일본 철도 덴진오무타 선의 역이다. 역 번호는 T07이다.
후쿠오카 시의 최남단에 있는 역으로, 니시테쓰에서는 유일하게 하카타 구에 소재하는 역이다.
역명은 주변의 옛 지명인 잣쇼노쿠마에서 유래한다. 옆의 오노조시에 이 지명이 있다.

## 역사
본 역은 1924년 잣쇼노쿠마 역으로 개통한 데서 비롯되었지만 본 역의 개통 전부터 국철 가고시마 본선에도 잣쇼노쿠마 역(현, 미나미후쿠오카역)이 존재했다. 두 역의 사이는 800m가량 떨어져 있어 차별화를 도모하기 위해 1935년에 본 역은 규테쓰잣쇼노쿠마역으로 변경했다. 그 후, 1942년에 규슈 철도가 규슈 전기궤도에 흡수 합병되어 서일본 철도로 회사명을 바꿀 때 니시테쓰 잣쇼노쿠마 역으로 변경했다. 그리고, 1966년에 국철 가고시마 본선 잣쇼노쿠마 역이 미나미후쿠오카 역으로 개명되면서 1971년에 개통 시의 역명인 잣쇼노쿠마 역으로 변경했다. 따라서, 본 역은 현재의 역명에 이르기까지 3번의 역명 개정을 실시하게 되었다.

### 연표
- 1924년 4월 12일: 잣쇼노쿠마역으로서 개업
- 1935년경: 규테쓰잣쇼노쿠마역으로 역명 변경.
- 1942년 9월 22일: 니시테쓰 잣쇼노쿠마 역으로 역명 변경.
- 1971년 3월 1일: 다시 잣쇼노쿠마역으로 역명 복원.
- 2004년 11월 29일: 배리어 프리화.
- 2008년: IC카드 nimoca 사용 개시.
- 2017년 2월 1일: 역 번호 도입.
- 2018년 1월 27일: 임시 역사 공용 개시.

## 역 구조
상대식 승강장 2면 2선의 지상역이다. 역사는 교상식이었지만 고가 공사의 진척에 따라, 2018년 1월 27일부터 상하행선 각각의 승강장 오무타 방향에 독립된 임시 역사로 영업 중이다. 개찰 내 상하행 승강장 사이의 왕래는 불가능하다. 승강장이 완만하게 굽어 있다.개찰구가 승강장으로 분리되어 있어 카드를 2번 찍지 않고선 반대편 이동이 불가하다.

## 이용 현황
| 연도 | 1일 평균 승차 인원 | 1일 평균 승하차 인원 |
| ---- | ------------------ | -------------------- |
| 1996 | 9,674              | 19,521               |
| 1997 | 9,603              | 19,329               |
| 1998 | 9,184              | 18,463               |
| 1999 | 8,833              | 17,787               |
| 2000 | 8,608              | 17,308               |
| 2001 | 8,392              | 16,907               |
| 2002 | 8,148              | 16,452               |
| 2003 | 8,071              | 16,331               |
| 2004 | 7,811              | 15,625               |
| 2005 | 7,885              | 15,597               |
| 2006 | 7,849              | 15,674               |
| 2007 | 7,694              | 15,354               |
| 2008 | 7,712              | 15,488               |
| 2009 | 7,518              | 15,127               |
| 2010 | 7,449              | 14,986               |
| 2011 | 7,202              | 14,469               |
| 2012 | 7,107              | 14,260               |
| 2013 |                    | 14,541               |
| 2014 |                    | 14,467               |
| 2015 |                    | 14,885               |
| 2016 |                    | 14,730               |

## 역 주변
- JR 규슈 가고시마 본선 미나미후쿠오카역
- 세이카 여자 단기 대학
- 후쿠오카 시 매장 문화재 센터

## 사진

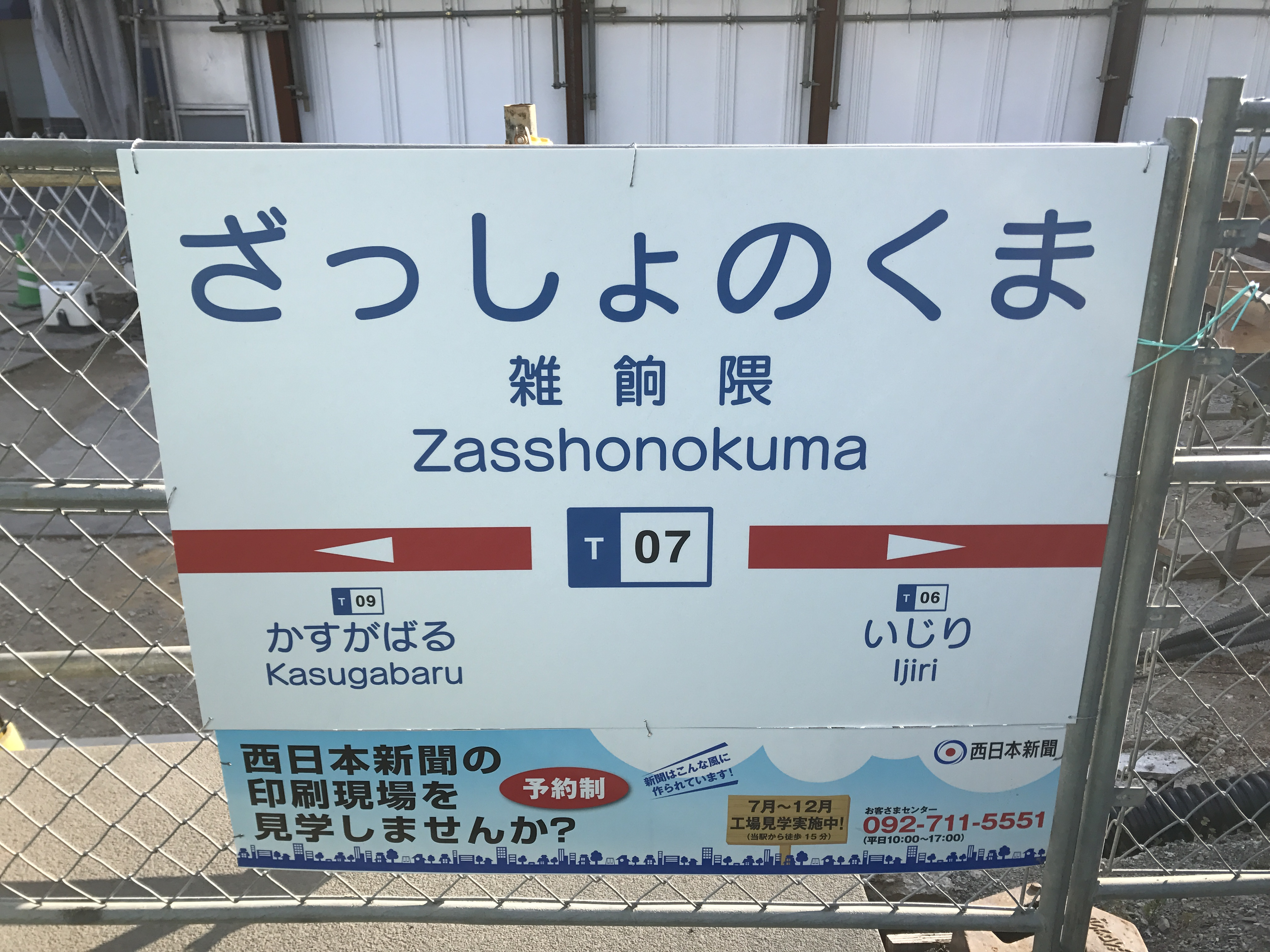
역명판

## 인접역
| 서일본 철도 ■ 덴진오무타 선             | 서일본 철도 ■ 덴진오무타 선 | 서일본 철도 ■ 덴진오무타 선 |
| --------------------------------------- | --------------------------- | --------------------------- |
| T06 이지리 니시테쓰 후쿠오카(덴진) 방면 | ■ 보통                      | 가스가바루 T09 오무타 방면  |